# Обитаемият остров (роман)
Вижте пояснителната страница за други значения на Обитаемият остров.
Обитаемият остров (на руски: Обитаемый остров) е фантастичен роман, написан от братята Аркадий и Борис Стругацки и издаден през 1969 г.
Романът е първа част от неофициалната трилогия за Максим Камерер (т.нар Цикъл „Камерер“, другите две части са „Бръмбар в мравуняка“ и „Вълните усмиряват вятъра“).

## Сюжет
Внимание:  Текстът по-долу разкрива сюжета на произведението (или части от него)!
Максим Камерер, млад пилот на разузнавателен космически кораб, претърпява авария в атмосферата на неизвестна му планета. Успява да кацне, но малко след това корабът му е унищожен. За щастие, планетата е подобна на Земята — има атмосфера и живот, много подобен на земния.
Скоро след това Максим открива местни жители — армейски отряд. Скоро разбира, че планетата е претърпяла екологична катастрофа, причинена от непрекъснатите войни (в немалко от тях е употребявано и атомно оръжие). Държавата, в която той е попаднал — Страната на Огненосните творци („Неизвестните бащи“ във филмовата екранизация) – е тоталитарна. Правителството ѝ, чрез система от кули, предназначени уж за противоракетна отбрана, управлява населението на страната чрез хипнотични излъчвания. На тях не се поддава само малка част от хората, наричани официално „дегенерати“ – постоянното слабо излъчване не им действа, а силното им причинява ужасни болки.
Максим избягва от армията, в която е приет, и се присъединява към Съпротивата, чиято цел е да унищожи кулите. Заловен е и е изпратен в трудов лагер. Избягва от него, прекарва известно време на юг от страната. Завръща се в нея и започва работа в научен институт под ръководството на тайнствения Странник, считан от повечето мислещи хора за главния злодей в страната. ...

## Загадка
Характерно за творчеството на Аркадий и Борис Стругацки е, че оставят в произведенията си редица неразкрити загадки. Част от тях могат да бъдат разгадани въз основа на дадената в текста информация, а други — не, отговорите им остават на въображението на читателя.
За любителите на криминалния жанр, в романа има загадка от първи тип: Кой е предателят, агент 202?
Съгласно текста, а и според замисъла на автора, това е Мемо Грамену по прякор „Копито на Смъртта“.

## Главни герои
- Максим Камерер (Мак Сим)
- Гай Гаал
- Рада Гаал
- Аллу Зеф
- Вепър
- Фанк
- Странника
- Ротмистър Чачу